# Lactarius blennius
Lactarius blennius é uma espécie de fungo da família de cogumelos Russulaceae. Ele produz cogumelos de tamanho médio cujo "chapéu" (píleo) pode atingir até 10 cm de largura. Com as bordas encurvadas para baixo, o chapéu apresenta uma coloração que varia do verde-oliva ao cinza e possui manchas escuras em faixas concêntricas, característica que pode ajudar a diferencia-lo de outras espécies. Seu formato é convexo achatado e pode ficar com uma depressão no centro quando envelhece. O fungo tem lamelas esbranquiçadas, que se dispõe muito próximas uma das outras. Elas produzem uma látex branco, de sabor azedo, que quando seca fica acinzentado.
O fungo foi descrito cientificamente pelo micologista sueco Elias Magnus Fries em 1838. Seu epíteto específico é derivado do adjetivo latino "blennius", que significa "pegajoso". Ele é bastante comum em florestas de faias na Europa, especialmente nas Ilhas Britânicas onde é considerada uma das 100 espécies de cogumelos mais comuns. O fungo forma micorrizas com a faia-europeia, embora associações com outras árvores também sejam conhecidas. É descrito pela maioria dos especialistas como não comestível ou mesmo venenoso. Alguns compostos químicos isolados de L. blennius tem sido objeto de estudo, como um tipo de sesquiterpeno que possui propriedades anti-inflamatórias.

## Taxonomia e nomenclatura
A espécie Lactarius blennius foi descrita pela primeira vez na literatura científica pelo micologista sueco Elias Magnus Fries com o nome de Agaricus blennius em 1815, antes de receber seu nome binomial atual pelo mesmo autor em 1838. Dentro do gênero Lactarius, ele está intimamente relacionado com o Lactarius cinereus, outra espécie Lactarius que também se desenvolve em regiões onde há faias. Acredita-se que essas duas espécies de fungos (formando um grupo) poderiam ter uma via de evolução comum com a faia. O epíteto específico é derivado do adjetivo latino "blennius", que significa "pegajoso". Os cogumelos Lactarius são comumente conhecidos em língua inglesa como milkcaps, e L. blennius é popularmente chamado de slimy milkcap ou beech milkcap. Em alemão é conhecido como graugrüner milchling e em francês chama-se lactaire musqueux.
Lactarius blennius é sinônimo de Agaricus blennius (o nome sob o qual Fries primeiro descreveu a espécie em 1815) e Agaricus viridis, nome dado anteriormente pelo micologista alemão Heinrich Adolph Schrader, em 1794. Galorrheus blennius (nome proposto em 1871 por Paul Kummer), Lactarius viridis (proposto em 1888 por Lucien Quélet) e Lactifluus blennius (proposto por Otto Kuntze em 1891) também são atualmente reconhecidos como sinônimos. L. albidopallens foi originalmente descrita como uma variedade de L. blennius - Lactarius blennius f. albidopallens - por Jakob Emanuel Lange, em 1928, mas depois foi classificada como uma espécie separada por J. Blum em 1976. Lange também descreveu Lactarius blennius f. virescens, mas hoje em dia tanto ela como L. albidopallens são reconhecidas como nomen invalidum (um nome inválido). L. fluens é outra espécie que tem sido relacionada com L. blennius; originalmente descrita em 1899 por Jean Boudier, exatamente um século depois, em 1999, o alemão Joseph Krieglsteiner sugeriu que na verdade trata-se de uma variedade de L. blennius, nomeando-a Lactarius blennius var. fluens e tornando-a sinônimo obrigatório de L. fluens. A situação com Lactarius viridis é semelhante, descrita pela primeira vez como uma espécie separada por Quélet em 1888, A. Marchand propôs que é, de fato, uma variedade de L. blennius, dando o nome de Lactarius blennius var. viridis.

## Descrição
O píleo - o "chapéu" do cogumelo - do L. blennius mede de 4 a 10 centímetros de largura, possui um formato convexo aplanado, e com o passar do tempo fica com uma depressão na região central. Sua coloração tem uma tonalidade verde-oliva pálida a cinza esverdeada, às vezes, apresenta-se com um verde desbotado ou cinza-sépia pálido, e tem manchas escuras em faixas concêntricas, embora a cor possa variar muito. Exemplares fortemente manchados também foram coletados, e um espécime bastante marrom, semelhante ao Lactarius circellatus, foi descrito na Escócia. O chapéu é muito viscoso quando úmido e suas margens são encurvadas para baixo. As lamelas de L. blennius são esbranquiçadas quando o cogumelo é jovem, e, a medida que o fungo envelhece, ficam cor de creme ou com um tom castanho-amarelado pálido. Se elas forem danificadas tornam-se marrom acinzentadas. As lamelas estão dispostas intimamente próximas umas das outras. No formato, elas são ligeiramente decorrentes ou adnatas, o que significa que percorrem um pequeno caminho para baixo no tronco, no caso das decorrentes, ou que estão ligadas diretamente a ele, quando adnatas.
O tronco ou estipe tem uma cor mais pálida do que o píleo, mas também é muito viscoso. Ele mede 4 a 5 cm de altura por 1 a 1,7 cm de espessura, afinando um pouco em sua porção inferior. A carne é esbranquiçada, com uma coloração semelhante a das lamelas, e que se torna cor de creme ou castanho-amarelado com o envelhecimento do fungo. O látex - uma substância de aspecto leitoso produzido pelo cogumelo - é inicialmente branco e quando seca fica acinzentando. Ele é liberado de maneira copiosa quando o fungo é danificado e tem um sabor muito "quente" e azedo. Os esporos de L. blennius deixam uma impressão cor de creme e são elípticos com cristas baixa unidas por sulcos com um pequeno número de conexões cruzadas. Eles medem 6 a 9 por 5,5 a 7 micrômetros.

### Espécies similares
Lactarius turpis, conhecido em língua inglesa como ugly milkcap ("cogumelo-de-leite feio" em tradução literal), é uma espécie semelhante em aparência a L. blennius. Pode ser distinguida desta porque L. turpis forma um cogumelo mais escuro e desenvolve áreas tingidas de sépia em suas lamelas. L. subdulcis também apresenta manchas desse tipo, e além disso, pode ser diferenciada do L. blennius pelo seu tamanho: seu corpo frutífero é maior e mais pesado. Outra espécie do mesmo gênero apontada como similar é L. vietus. Esse cogumelo, popularmente conhecido como grey milkcap, não apresenta manchas escuras em faixas concêntricas na superfície do píleo, nem são tão viscosos quando molhados como são os exemplares de L. blennius.

## Usos

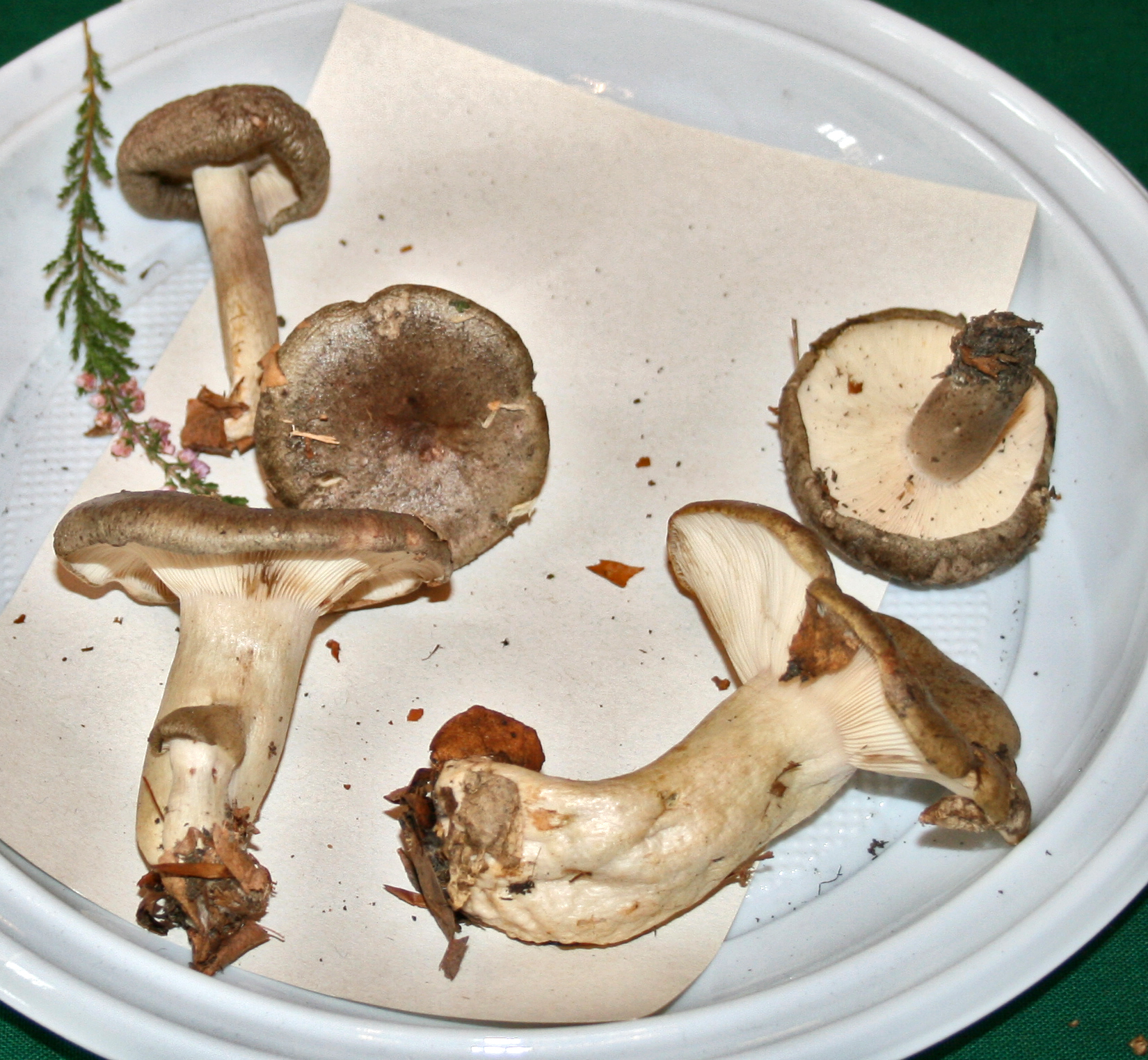
L. blennius não é comestível e alguns especialistas o consideram venenoso.

O micologista Roger Phillips afirma que L. blennius é comestível quando cozido, mas seu consumo não é recomendado, enquanto que outros especialistas descrevem a espécie como não comestível ou mesmo venenosa. O látex liberado pelo cogumelo tem um sabor descrito como muito "quente" e azedo.
L. blennius tem sido objeto de algumas pesquisas sobre seus compostos químicos. Derivados lactaranes (conhecidos em língua inglesa como "blennins") foram obtidos a partir do cogumelo, incluindo as lactonas blennin D e blennin A, que foram isoladas pela primeira vez nesta espécie. As lactaranes são substâncias químicas assim chamadas por causa de sua ocorrência em espécies do gênero Lactarius. Os blennins demonstraram ser potencialmente úteis, o blennin A (um sesquiterpeno do tipo lactarane), por exemplo, tem demonstrado propriedades anti-inflamatórias, com um forte efeito de inibição da biossíntese do leucotrieno C4. Dos corpos de frutificação de L. blennius pode ser isolado um pigmento verde conhecido como blennione.

## Ecologia, habitat e distribuição
Como todas as espécies do gênero Lactarius, L. blennius é, ecologicamente, um fungo micorrízico, formando portanto uma associação simbiótica mutuamente benéfica com várias espécies de plantas. As ectomicorrizas garantem ao cogumelo compostos orgânicos importantes para a sua sobrevivência oriundos da fotossíntese do vegetal; em troca, a planta é beneficiada por um aumento da absorção de água e nutrientes graças às hifas do fungo. A existência dessa relação é um requisito fundamental para a sobrevivência e crescimento adequado de certas espécies de árvores, como alguns tipos de coníferas.
O cogumelo é muito comum e é encontrado em florestas de árvores de folhas largas, predominando fortemente em meio a faias; é mais associado com a Fagus sylvatica, árvore conhecida popularmente como faia-europeia, embora seu crescimento também tenha sido observado em associação com espécies de carvalhos. L. blennius pode se desenvolver em uma grande variedade de tipos de subsolo, mas está mais relacionada a solos ácidos. Nativo da Europa, ele pode ser encontrado entre o verão e o outono. A distribuição geográfica do cogumelo coincide com a distribuição da faia. Nas Ilhas Britânicas, é uma das 100 espécies de cogumelos mais comuns. Outras regiões em que há registros de coletas incluem a Suécia, França, Itália e Polônia.